# 트베리
트베리(러시아어: Тверь, 문화어: 뜨베르)는 러시아 트베리 주의 주도이고, 인구는 376,400명(2004년)이다. 러시아에서 오래된 역사를 가진 도시들 중 하나이다.
모스크바에서는 북서쪽으로 170킬로미터, 모스크바와 상트페테르부르크를 연결하는 철도가 통과한다.
도시의 명칭은 1931년부터 1991년까지는 혁명가 미하일 칼리닌의 이름을 따서 칼리닌(Калинин)이었다.

## 산업
러시아의 중요한 공업도시로 목재 가공, 섬유 공업, 화학공업 등이 발달해 있다.
2003년 9월에는 블라디미르 푸틴 대통령과 독일의 게르하르트 슈뢰더 수상이, 바이오매스 발전에 대한 공동 개발을 위해 중심지는 트베르로 삼는다고 약속했다.

## 역사
12세기에 흥했고, 1247년부터 트베리 공국의 수도였다. 1485년에 이반 3세가 모스크바 대공국에 병합하였다.
1763년에 대화재 후 예카테리나 2세에 의해 재건되었다.

## 기후
트베리의 기후는 쾨펜의 기후 구분에 따르면, 냉대 습윤 기후(Dfb)로 판정되어 있다. 여름에 눈이 내리는 것은 매우 드문 편이다.
| Tver의 기후              | Tver의 기후   | Tver의 기후   | Tver의 기후   | Tver의 기후  | Tver의 기후 | Tver의 기후 | Tver의 기후 | Tver의 기후  | Tver의 기후 | Tver의 기후 | Tver의 기후   | Tver의 기후   | Tver의 기후   |
| 월                       | 1월           | 2월           | 3월           | 4월          | 5월         | 6월         | 7월         | 8월          | 9월         | 10월        | 11월          | 12월          | 연간          |
| ------------------------ | ------------- | ------------- | ------------- | ------------ | ----------- | ----------- | ----------- | ------------ | ----------- | ----------- | ------------- | ------------- | ------------- |
| 역대 최고 기온 °C (°F)   | 9.0 (48.2)    | 8.4 (47.1)    | 17.5 (63.5)   | 26.8 (80.2)  | 33.7 (92.7) | 34.3 (93.7) | 37.3 (99.1) | 38.8 (101.8) | 32.6 (90.7) | 24.5 (76.1) | 15.3 (59.5)   | 9.5 (49.1)    | 38.8 (101.8)  |
| 일평균 최고 기온 °C (°F) | −4.6 (23.7)   | −4.2 (24.4)   | 2.1 (35.8)    | 10.8 (51.4)  | 18.0 (64.4) | 21.5 (70.7) | 24.1 (75.4) | 21.5 (70.7)  | 15.2 (59.4) | 8.3 (46.9)  | 0.5 (32.9)    | −3.5 (25.7)   | 9.1 (48.4)    |
| 일일 평균 기온 °C (°F)   | −7.4 (18.7)   | −7.6 (18.3)   | −1.8 (28.8)   | 5.8 (42.4)   | 12.4 (54.3) | 16.3 (61.3) | 18.7 (65.7) | 16.4 (61.5)  | 10.7 (51.3) | 4.9 (40.8)  | −1.8 (28.8)   | −6 (21)       | 5.1 (41.2)    |
| 일평균 최저 기온 °C (°F) | −10.3 (13.5)  | −11.3 (11.7)  | −5.7 (21.7)   | 1.0 (33.8)   | 6.5 (43.7)  | 11.0 (51.8) | 13.2 (55.8) | 11.5 (52.7)  | 6.6 (43.9)  | 1.9 (35.4)  | −4 (25)       | −8.6 (16.5)   | 1.0 (33.8)    |
| 역대 최저 기온 °C (°F)   | −39.7 (−39.5) | −41.6 (−42.9) | −36.4 (−33.5) | −21.4 (−6.5) | −7.4 (18.7) | −2.3 (27.9) | 2.2 (36.0)  | −2.2 (28.0)  | −7.1 (19.2) | −17.4 (0.7) | −29.2 (−20.6) | −43.8 (−46.8) | −43.8 (−46.8) |
| 평균 강수량 mm (인치)    | 41 (1.6)      | 36 (1.4)      | 30 (1.2)      | 33 (1.3)     | 58 (2.3)    | 78 (3.1)    | 83 (3.3)    | 76 (3.0)     | 63 (2.5)    | 64 (2.5)    | 49 (1.9)      | 43 (1.7)      | 654 (25.7)    |
| 평균 강우일수            | 4             | 4             | 6             | 11           | 15          | 15          | 13          | 15           | 16          | 15          | 11            | 6             | 131           |
| 평균 강설일수            | 23            | 21            | 15            | 5            | 1           | 0.03        | 0           | 0            | 0.4         | 5           | 16            | 21            | 107           |
| 평균 상대 습도 (%)       | 86            | 82            | 76            | 70           | 68          | 72          | 73          | 78           | 82          | 85          | 88            | 87            | 79            |
| 출처: Pogoda.ru.net      |               |               |               |              |             |             |             |              |             |             |               |               |               |

## 자매 도시
- 핀란드 해멘린나 (1954년)
- 프랑스 브장송 (1988년)
- 이탈리아 베르가모 (1989년)
- 독일 오스나브뤼크 (1991년)
- 중국 잉커우 시 (1994년 6월 26일)
- 헝가리 커포슈바르 (1995년 9월 2일)
- 불가리아 벨리코터르노보 (1997년 7월 7일)
- 우크라이나 흐멜니츠키 (2008년 6월 29일)